# Deudorix orseis
Deudorix orseis är en fjärilsart som beskrevs av William Chapman Hewitson 1863. Deudorix orseis ingår i släktet Deudorix och familjen juvelvingar. Inga underarter finns listade i Catalogue of Life.